# Ricardo Teixeira
Ricardo Terra Teixeira (Carlos Chagas; 20 de junio de 1947) es un exdirigente deportivo brasileño, que fue presidente de la Confederación Brasileña de Fútbol desde 1989 hasta 2012.
El mandato de Teixeira al frente de la CBF duró 23 años y fue uno de los más exitosos para la selección de fútbol de Brasil, pues se ganaron dos Copas Mundiales (1994 y 2002), tres Copas Confederaciones (1997, 2005 y 2009) y cinco Copas América (1989, 1997, 1999, 2004 y 2007). Sin embargo también ha estado marcado por la polémica, bajo acusaciones de nepotismo, corrupción y clientelismo.
En 2012 dimitió por las distintas investigaciones que le afectaban, entre ellas haber aceptado en la década de los 90's más de diez millones de euros en sobornos de International Sport and Leisure (ISL).

## Biografía
Nacido en una familia acomodada, al cumplir la mayoría de edad se trasladó a Río de Janeiro para cursar la licenciatura de Derecho. Allí conoció a Lúcia Havelange, hija del dirigente João Havelange, con la que contrajo matrimonio en 1974 y tuvo tres hijos hasta su divorcio en 1997. Su relación familiar con João, líder de la Confederación Brasileña de Fútbol (CBF) entre 1958 y 1975 y después presidente de la FIFA, fue decisiva para hacerse un hueco en el fútbol nacional. 
Al margen, ejerció una carrera profesional en el mundo de las finanzas. En Río controla negocios como un concesionario Hyundai, restaurantes y clubes nocturnos. Posee una hacienda en Piraí, a setenta kilómetros de la capital carioca. Desde 2003 está casado con la administradora Ana Carolina Wigand y tiene cinco hijos. 

### Gestión en la Confederación Brasileña

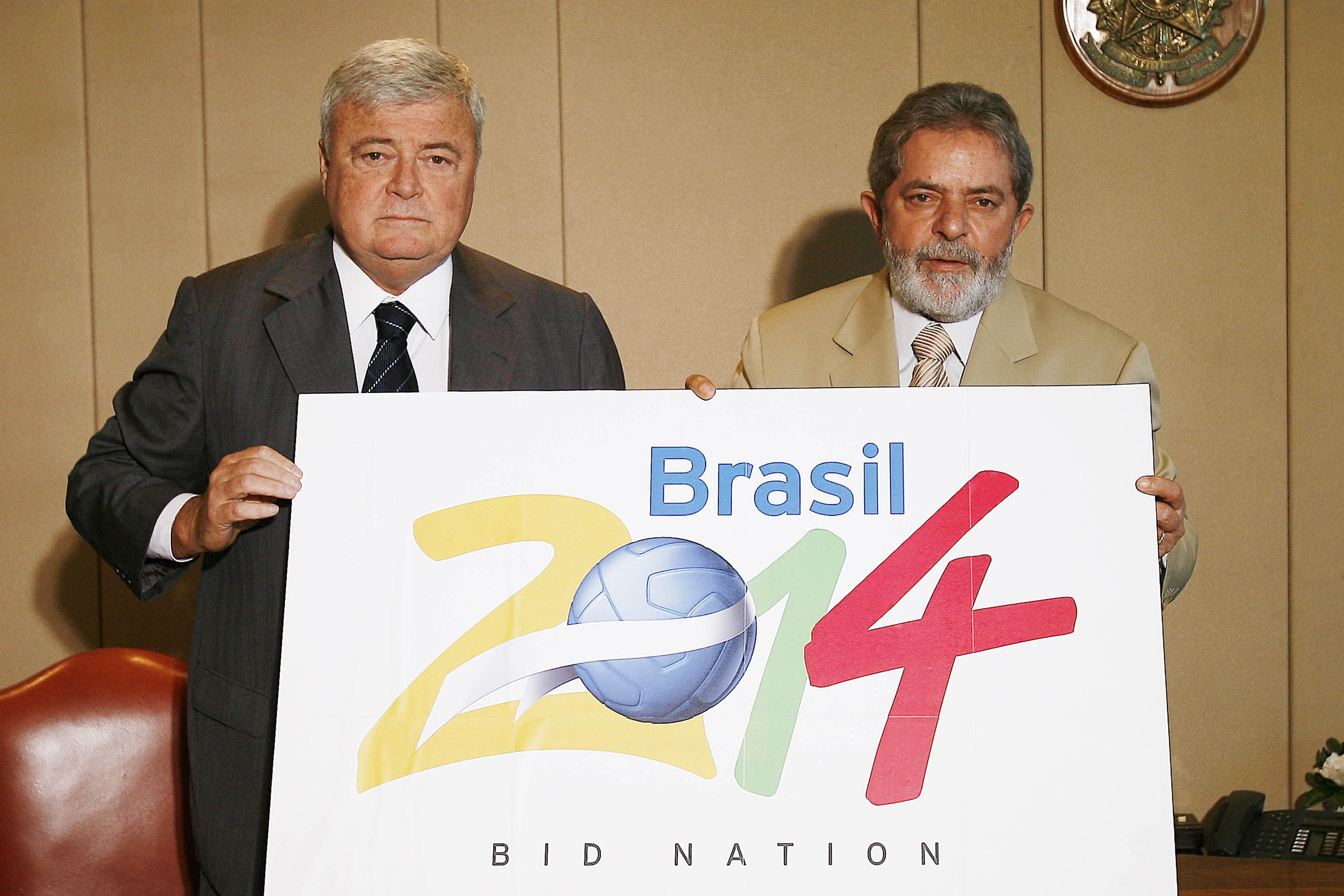
El presidente de Brasil, Lula da Silva, recibió a Teixeira en 2007 para apoyar la candidatura del país al Mundial 2014.

Se convirtió en el presidente de la CBF el 16 de enero de 1989, en sucesión de Octávio Pinto Guimarães. Contra todo pronóstico derrotó en las elecciones a Nabi Abi Chedid, vicepresidente del organismo y representante de la Federación Paulista de Fútbol. Dado que el voto de todas las federaciones estatales vale lo mismo, se sospechó que había sobornado a algunas de las más pobres (un total de dos millones de reales) para asegurarse su apoyo. También se ha sugerido que ese nombramiento no habría sido posible sin su influyente relación con João Havelange. Al llegar al poder tuvo que afrontar la modernización del organismo, potenciar los torneos nacionales y ganar títulos continentales.
La selección brasileña mejoró su rendimiento y se proclamó campeona de la Copa Mundial de Fútbol de 1994 en Estados Unidos. No obstante, la popularidad de Teixeira ya había empezado a resentirse. Cuando el avión aterrizó en el aeropuerto de Río de Janeiro con el trofeo, el presidente consiguió que el equipaje del avión pasara por la aduana de Río de Janeiro sin ser inspeccionado, alegando que las celebraciones en la calle no podían esperar. Días después se supo que tanto los dirigentes como los jugadores habían transportado diecisiete toneladas de bienes importados, en su mayoría equipamiento electrónico, libres de impuestos.
En el año 2000 se enfrentó a una Comisión Parlamentaria de Investigación (CPI) por su gestión. El Congreso Nacional del Brasil estaba investigando la firma en 1996 de un contrato deportivo con Nike, por valor de 160 millones de dólares en diez años, con cláusulas que podrían haber perjudicado el desempeño de la selección. Allí se descubrió que la directiva de la CBF había aumentado su salario y efectuado pagos injustificados, mientras que el gasto en fútbol decreció a pesar del compromiso por incentivarlo. El informe acusó a Teixeira de trece cargos, entre ellos malversación, blanqueo de dinero y evasión de impuestos. Todos ellos fueron posteriormente retirados porque se falló que el contrato era legal.
La polémica de Nike también ha implicado a otros dirigentes deportivos. Teixeira mantenía una buena relación con Sandro Rosell desde que éste era director de marketing deportivo de la firma para Latinoamérica. Cuando Rosell fue elegido presidente del Fútbol Club Barcelona fue acusado de haber cobrado comisiones, a través de sociedades, por partidos amistosos de la selección brasileña en 2008.
La CBF aprobó en la Asamblea General de 2006 que el mandato presidencial pasaría de cuatro a siete años de duración. Un año después, Teixeira se aseguró la reelección en el cargo y la jefatura en el Comité Organizador de la Copa Mundial de Fútbol de 2014, otorgada a Brasil en octubre de 2007. Los problemas organizativos empeoraron su relación tanto con Joseph Blatter como con la presidenta brasileña Dilma Rousseff, hasta tal punto que el Ministerio de Deportes le apartó de las negociaciones con la FIFA.

### Dimisión
La trayectoria de Teixeira cayó en desgracia en noviembre de 2010. La televisión británica BBC emitió un reportaje especial FIFA's Dirty Secrets, realizado por el periodista Andrew Jennings, en el que se revela que habría aceptado sobornos en la década de 1990 de International Sport and Leisure (ISL), agencia de derechos televisivos ligada al organismo. ISL cerró en 2001 después de generar pérdidas cercanas a 100 millones de euros. También se implicó a su suegro João Havelange, presidente de FIFA en aquella época, bajo sospechas de haberse apropiado parte del patrimonio.
Las distintas investigaciones abiertas motivaron que tanto la opinión pública como el Gobierno exigiesen su salida. Al final, Teixeira dimitió el 12 de marzo de 2012, oficialmente "por razones de salud". Fue sustituido por el vicepresidente José Maria Marin.
En junio de 2012, la FIFA confirmó que tanto Teixeira como Havelange habían sido sobornados por parte de ISL, al tiempo que negó cualquier implicación de la organización. En concreto, el presidente de la CBF recibió entre 1992 y 1997 un total de 12,74 millones de francos suizos. Al no hacer públicas dichas comisiones, se le acusó de apropiación indebida, infracción del deber y gestión desleal. Para ser exculpado tuvo que pagar 5,9 millones de dólares a la Fiscalía por reparación de daños.